# 1924 a sportban
1924 főbb sporteseményei a következők voltak:

## Események
- Az MTK nyeri az NB 1-et. Ez a klub 12. bajnoki címe.
- Nyári olimpiai játékok – Párizs, Franciaország
- XVI. magyar gyorskorcsolya bajnokság, melynek férfi nagytávú összetett versenyét Deschán Iván nyeri.[1]
- Az 1. nemhivatalos sakkolimpia Párizsban. A magyar csapat ezüstérmet nyer.

## Születések
- ? – Neuber Alajos – magyar nemzeti labdarúgó-játékvezető († 2019)
- február 1. – Emmanuel Scheffer, német születésű izraeli labdarúgóedző († 2012)
- március 5. – Roger Marche, francia válogatott labdarúgó († 1997)
- március 13. – Raúl Córdoba, mexikói válogatott labdarúgó, kapus († 2017)
- március 25. – Zakariás József kitűnő magyar labdarúgó, megbecsült edző, az Aranycsapat kiemelkedő középpályása, 35 válogatott mérkőzésen játszott († 1971)
- április 4. – Gil Hodges, World Series bajnok amerikai baseballjátékos († 1972)
- április 14. – Salty Saltwell, amerikai baseball menedzser († 2020)
- április 26. – Jos Bernard, luxemburgi tornász, olimpikon († 2020)
- május 17. – Roy Bentley, angol válogatott labdarúgó († 2018)
- május 20. – Miloš Klimek, csehszlovák válogatott labdarúgó († 1982)
- május 25. – Edmond Haan, francia válogatott labdarúgó, csatár († 2018)
- május 30. – Norbert Schemansky, olimpiai bajnok és világbajnok amerikai súlyemelő († 2016)
- június 7. – Karim Olowu, nigériai atléta, sprinter, távolugró, olimpikon († 2019)
- június 13. – César Ruminski, francia válogatott labdarúgó († 2009)
- június 20. – Norberto Höfling, román labdarúgó, edző († 2005)
- július 6. – Frank Kellert, World Series bajnok amerikai baseballjátékos († 1976)
- július 15. – Fred Wendt, amerikai egyetemi amerikaifutball-játékos († 2020)
- július 22. – Frank Mugglestone, angol rögbijátékos († 2019)
- augusztus 2. – Trofim Fjodorovics Lomakin, szovjet színekben olimpiai, világ- és Európa-bajnok orosz súlyemelő († 1973)
- augusztus 19. – Antoine Cuissard, francia válogatott labdarúgó, edző († 1997)
- augusztus 25. – Körmöczy Zsuzsa, teniszező († 2006)
- augusztus 29. – Clyde Scott, olimpiai ezüstérmes amerikai gátfutó, amerikaifutball-játékos († 2018)
- szeptember 4. – Theodor Kleine, világbajnok és olimpiai ezüstérmes német kajakozó († 2014)
- szeptember 5. – Nick Carter, új-zélandi kerékpáros († 2003)
- október 1. – Robert Van Kerkhoven, belga labdarúgó-középpályás († 2017)
- október 5. – Gyarmati Olga, olimpiai bajnok atléta († 2013)
- október 10. – Balbir Szingh, olimpiai bajnok, Ázsia-bajnoki ezüstérmes indiai gyeplabdázó († 2020)
- október 20. – Friaça, világbajnoki ezüstérmes brazil labdarúgó († 2009)
- október 23. – Claude Netter, olimpiai és világbajnok francia tőrvívó († 2007)
- november 3. – Köteles Erzsébet, olimpiai bajnok magyar tornásznő, testnevelő tanár († 2019)
- november 5. – Karel Saitl, csehszlovák-cseh súlyemelő, olimpikon († 2020)
- november 16. – Erika Mahringer, olimpiai bronzérmes osztrák alpesisíző († 2018)
- december 8. – Hasznos István, olimpiai bajnok magyar vízilabdázó († 1998)
- december 13.
  - Bob Kurland, olimpiai bajnok amerikai kosárlabdázó, Naismith Memorial Basketball Hall of Fame-tag és National Collegiate Basketball Hall of Fame-tag († 2013)
  - George Shuba, World Series bajnok amerikai baseballjátékos († 2014)
- december 17. – Zsitnik Béla, olimpiai bronzérmes magyar evezős, edző, sportvezető († 2019)

## Halálozások
| Halálozás      | Név             | Nemzetiség, sportág, eredmények                                                             | Születés |
| -------------- | --------------- | ------------------------------------------------------------------------------------------- | -------- |
| január 4.      | John Peters     | amerikai baseballjátékos                                                                    | 1850     |
| január 9.      | George Hodson   | amerikai baseballjátékos                                                                    | 1868     |
| január 13.     | Fred Wheldon    | angol válogatott labdarúgó                                                                  | 1869     |
| február 13.    | Albert Betts    | olimpiai bronzérmes brit tornász                                                            | 1888     |
| március 7.     | Pat Moran       | World Series bajnok amerikai baseballjátékos és World Series bajnok baseballedző            | 1876     |
| május 7.       | Georg Selenius  | olimpiai bajnok norvég tornász                                                              | 1884     |
| május 11.      | John Stedronsky | amerikai baseballjátékos                                                                    | 1850     |
| május 16.      | Candy Cummings  | amerikai baseballjátékos, National Baseball Hall of Fame and Museum tag                     | 1848     |
| május 24.      | Adolf Bergman   | olimpiai bajnok svéd kötélhúzó                                                              | 1879     |
| szeptember 3.  | Dario Resta     | / Indianapolisi 500-as győztes olasz származásű brit-amerikai autóversenyző                 | 1884     |
| szeptember 15. | Frank Chance    | World Series bajnok amerikai baseballjátékos, National Baseball Hall of Fame and Museum tag | 1877     |
| október 9.     | Jake Daubert    | World Series bajnok amerikai baseballjátékos                                                | 1884     |
| október 29.    | Pop Snyder      | amerikai baseballjátékos és menedzser                                                       | 1854     |
| november 14.   | Joe Quest       | amerikai baseballjátékos                                                                    | 1852     |
| december 11.   | Moxie Hengel    | amerikai baseballjátékos                                                                    | 1857     |